# 查瓦卡諾語
查瓦卡諾語是以西班牙语为基础的菲律賓克里奥尔语。用于菲律賓的南三宝颜、北三宝颜、巴西兰、甲米地、特尔纳特、哥打巴托、北拉瑙及南拉瑙等地区。